# Schnitzel (film)
Schnitzel (in ebraico שניצל‎?) è un cortometraggio del 2014 scritto, prodotto e diretto da Asaf Epstein; è una commedia fantascientifica israeliana interpretata dagli attori Neveh Tzur, Olga Bardukov, Arik Mishali, Nir Malik e Adi Feldman.

## Trama
Un visitatore extraterrestre atterra in un supermercato e decide di prendere forma e sembianze di una cotoletta schnitzel. Kobi Zucker (Neveh Tzur), giovane adolescente, viene sfidato dalla sua fidanzatina, Maya Kaplinski (Olga Bardukov), a recuperarle qualcosa dal supermercato. Cose folli accadono quando Kobi entra nel supermercato e viene a scontrarsi con "Schnitzel" l'alieno.

## Produzione
Schnitzel è stato prodotto in Israele in quattro locazioni principali. Gli interni del supermercato sono stati girati a Hatzor HaGlilit, mentre gli esterni a Mishmar HaSharon. Altre scene, come quella sulla strada di campagna, sono state girate a Ga'ash. La produzione studio è avvenuta a Tel-Aviv.
La colonna sonora originale è stata composta e prodotta per il film da Amit Poznansky.
Il film ha inoltre utilizzato CGI per creare il personaggio di "Schnitzel" l'alieno, che è stato sovrapposto a scene riprese dal vivo.

## Premi
- South Carolina Cultural Film Festival (2015)
  - Migliore colonna sonora (Amit Poznansky)
  - Miglior film internazionale
- Hyart Film Festival (2015)
  - Miglior film di fantascienza[2]
- Manhattan Film Festival (2015)[3]
  - Best International Coming-of-Age
- Madrid International Film Festival (2015)[4]
  - Miglior produttore di un film straniero